# سبايدر-مان: لا عودة إلى الديار
سبايدرمان: لا عودة إلى الديار (بالإنجليزية: Spider-Man: No Way Home) هو فيلم بطل خارق أمريكي مبني على شخصية سبايدرمان من مارفل كومكس، وشارك في إنتاجه كولومبيا بيكتشرز وأستوديوهات مارفل ووزعته سوني بيكتشرز روليزس. إنه تكملة لفيلمي سبايدر-مان: العودة للوطن وسبايدر-مان: بعيداً عن الوطن (2017-2019)، وهو الفيلم السابع والعشرون في عالم مارفل السينمائي. الفيلم من إخراج جون واتس وكتابة كريس ماكينا وإريك سومرز، وبطولة توم هولاند في دور بيتر باركر / سبايدر مان جنبًا إلى جنب مع زندايا، وبينديكت كومبرباتش، وجاكوب باتالون، وجون فافرو، وجيمي فوكس، وويليم دافو، وألفريد مولينا، وبينيديكت وونغ. وتوني ريفولوري وماريسا تومي وأندرو غارفيلد، وتوبي ماغواير. في الفيلم، يطلب باركر من الدكتور ستيفن سترينج (كومبرباتش) أن يجعل هويته كرجل العنكبوت سرًا مرة أخرى بالسحر بعد الكشف العام عن هويته السرية, في فيلم بعيدًا عن الوطن من قبل ميستريو، عندما تفشل التعويذة بسبب أفعال باركر، ينفتح الكون المتعدد ويُجلب العديد من الزوار من عوالم بديلة إلى عالم باركر.
تم التخطيط لفيلم ثالث من سلسلة سبايدرمان ضمن عالم مارفل السينمائي أثناء إنتاج فيلم "العودة للوطن" عام 2017. انتهت المفاوضات بين سوني واستوديوهات مارفل لتعديل اتفاقهما - الذي يُنتجان بموجبه أفلام سبايدرمان معًا - بانسحاب استوديوهات مارفل من المشروع في أغسطس 2019، لكن رد الفعل السلبي من المعجبين أدى إلى اتفاق جديد بين الشركتين بعد شهر. كان من المقرر عودة واتس وماكينا وسومرز وهولاند، وتم التصوير من أكتوبر 2020 إلى مارس 2021 في مدينتي نيويورك وأتلانتا. يُعد فيلم "لا عودة الى الديار" بمثابة تقاطع بين عالم مارفل السينمائي وأفلام سبايدرمان السابقة التي أخرجها سام رايمي ومارك ويب. أعاد العديد من الممثلين تمثيل أدوارهم من تلك الأفلام، بمن فيهم ممثلا سبايدرمان السابقان ماغواير وغارفيلد. كانت مشاركة الثنائي موضع تكهنات واسعة وتسريبات عديدة على الرغم من جهود سوني ومارفل وطاقم العمل لإخفاء مشاركتهما حتى إصدار الفيلم.
عُرض فيلم لأول مرة في مسرح فوكس فيلاج في هوليوود، لوس أنجلوس، في 13 ديسمبر 2021، وطُرح في دور العرض بالولايات المتحدة في 17 ديسمبر، كجزء من المرحلة الرابعة من عالم مارفل السينمائي. تلقى الفيلم مراجعات إيجابية من النقاد وحقق إيرادات تجاوزت 1.921 مليار دولار عالميًا، متجاوزًا سابقه كأعلى فيلم ربحًا أصدرته شركة سوني بيكتشرز. أصبح الفيلم الأعلى ربحًا لعام 2021، والسادس من حيث أعلى الأفلام ربحًا وقت إصداره، وأعلى أفلام سبايدرمان ربحًا، وحقق العديد من الأرقام القياسية الأخرى في شباك التذاكر، بما في ذلك تلك الخاصة بالأفلام التي صدرت خلال جائحة كوفيد-19. رُشِّح الفيلم لجائزة أفضل مؤثرات بصرية في حفل توزيع جوائز الأوسكار الرابع والتسعين، من بين جوائز أخرى عديدة. وعُرضت نسخة مطولة منه، بعنوان "النسخة الأكثر متعة"، في دور العرض العالمية في سبتمبر 2022. ومن المقرر عرض جزء رابع، "سبايدرمان: يوم جديد تمامًا"، في 31 يوليو 2026.

## قصة الفيلم
بعد أن قام كوينتين بيك بعد وفاته بتأطير بيتر باركر بتهمة القتل وكشف عن هويته باعتباره الرجل العنكبوت، يتم استجواب باركر وصديقته إم جيه وأفضل صديق نيد ليدز وعمته ماي من قبل إدارة التحكم في الأضرار. أسقطت تهم باركر بفضل المحامي مات موردوك، لكن المجموعة تصارع الدعاية السلبية. بعد رفض طلبات باركر وام جاي ونيد، يذهب باركر إلى سانكتوروم لطلب المساعدة من ستيفن سترينج، الذي يقترح تعويذة تجعل الناس ينسون هوية باركر بأنه هو الرجل العنكبوت. يطلب باركر مرارًا إجراء تعديلات للسماح لأحبائه بالاحتفاظ بذكرياتهم، مما يفسد التعويذة، لكن سترانج يحتويها ويجعل باركر يغادر.
يذهب باركر لإقناع مسؤول في معهد ماساتشوستس للتكنولوجيا بإعادة النظر في طلبات ام جاي ونيد، ولكن فجأة هوجم من قبل أوتو أوكتافيوس. يقوم أوكتافيوس بتمزيق تقنية النانو الخاصة بباركر من بدلة ايرون سبيدر الخاصة به، والتي ترتبط بمخالبه الميكانيكية وتسمح لباركر بتعطيلها. عندما يصل نورمان أوزبورن ويهاجم، ينقل سترانج باركر إلى سانكتوروم ويضع اوكتافيوس في زنزانة. يوضح سترانج أن التعويذة الفاسدة استدعت أشخاصًا من أكوان أخرى يعرفون هوية سبيدرمان، وأمر باركر وام جاي ونيد بالعثور عليهم والقبض عليهم.
بينما يلتقط باركر ماكس ديليون وفلينت ماركو، يستعيد أوزبورن السيطرة على نفسه من شخصيته المنقسمة في الغول الاخضر. يذهب إلى مبنى فيست، حيث يريحه قبل أن يستعيده باركر. أثناء مناقشة معاركهم مع سبايدرمان، أدرك اوزبورن واوكتافيوس وديليون أنهم تم سحبهم من أكوانهم قبل وفاتهم مباشرة. يُعد سترانج تعويذة ستعيد الأشرار إلى أكوانهم الخاصة، لكن باركر يجادل بأنه يجب عليهم أولاً علاج قوى الأشرار والجنون لمنع وفاتهم عند عودتهم. يسرق باركر التعويذة المعبأة، ويحبس سترانج في بعد المرآة، ومع ماي، يأخذ الأشرار إلى شقة هابي هوجان. نجح في علاج أوكتافيوس، لكن شخصية أوزبورن في غوبلن تتولى زمام الأمور وتقنع الأشرار غير المؤكدين بخيانة باركر. بينما يهرب ديلون وماركو وكونورز، يصيب أوزبورن ماي، الذي تخبر باركر أنه «بقوة كبيرة، يجب أن تكون هناك مسؤولية كبيرة» قبل ان تموت.
يكتشف نيد أنه يستطيع إنشاء بوابات باستخدام حلقة سترانج، والتي يستخدمها هو وام جاي لمحاولة تحديد موقع بيتر. بدلاً من ذلك، وجدوا نسختين أخريين من باركر وتم استدعاؤهم أيضًا من قبل تعويذة سترانج، الملقبان بـ «بيتر 2» من عالم اوزبورن واوكتافيوس وماركو (توبي ميغواير) و «بيتر 3» من عالم كونورز وديليون (اندرو غارفيلد). يجد نيد وام جاي باركر ويريحانه بينما يشارك باركرز الآخرون قصصًا عن فقدان أحبائهم؛ يشجعون باركر للقتال على شرف ماي.
يطور كل من باركر الثلاثة علاجات للأشرار المتبقين ويغري ديلون وماركو وكونورز بتمثال الحرية، حيث يعالج بيتر تو وباركر ماركو وكونورز، على التوالي، بينما يصل أوكتافيوس لمساعدة ديلون وعلاجه. يحرر نيد سترانج من بعد المرآة، لكن أوزبورن يصل ويدمر التعويذة المربوطة، ممزقًا الحاجز الذي يفصل الأكوان. بينما يعمل سترانج للحفاظ على الحاجز، يحاول باركر الغاضب قتل اوزبورن، لكن بيتر 2 يوقفه. قام بيتر 3 وباركر بحقن أوزبورن بعلاجه، واستعاد عقله. يدرك باركر أن الطريقة الوحيدة لحماية الأكوان المتعددة هي محو نفسه من ذاكرة الجميع ويطلب من سترانج القيام بذلك، بينما يعد ام جاي ونيد بأنه سيجدهم مرة أخرى. يتم إلقاء التعويذة، ويعود الجميع إلى عالمهم الخاص - بما في ذلك إيدي بروك، الذي ترك وراءه قطعة من جسم فينوم. بعد أسبوعين، زار باركر إم جي ونيد لإعادة تقديم نفسه، لكنه قرر عدم القيام بذلك. أثناء الحداد على قبر ماي، أجرى محادثة مع هوجان وكان مصدر إلهام للمضي قدمًا في صنع بدلة جديدة واستئناف نشاطه اليقظي.

## طاقم التمثيل
- توم هولاند بدور بيتر باركر / سبايدر مان
- زيندايا بدور ميشيل جونز / إم جاي
- بنديكت كامبرباتش بدور الدكتور ستيفن سترينج
- جون فافرو بدور هارولد «هابي» هوجان
- جاكوب باتالون بدور نيد ليدز
- ماريسا تومي بدور ماي باركر
- ألفريد مولينا بدور أوتو أوكتافيوس/ دكتور اوكتابوس
- ويليم دافو بدور نورمان اوزبورن/ جرين جوبلن
- جيمي فوكس بدور ماكس ديلون / الكترو
- ريس إيفانز بدور ليزارد/ دكتور كيرت كونورز
- توماس هادن تشورتش بدور ساندمان/ فلينت ماركو
- توبي ماغواير بدور بيتر باركر / سبايدر مان
- أندرو غارفيلد بدور بيتر باركر / سبايدر مان

## شباك التذاكر
حقق الفيلم أرباحًا بلغت 814.9 مليون دولار في الولايات المتحدة وكندا، و 1106 مليار دولار في أقاليم أخرى ليصبح المجموع العالمي 1.921 مليار دولار. إنه الفيلم الأكثر ربحًا لعام 2021، والفيلم السابع الأكثر ربحًا على الإطلاق، والفيلم الأكثر ربحًا من أفلام سبايدرمان، والفيلم الأعلى ربحًا الصادر عن شركة سوني وثالث أعلى فيلم ربحًا في الولايات المتحدة وكندا وهو أيضًا أول فيلم منذ فيلم حرب النجوم: رايز اوف سكايووكر (2019) الذي حقق أكثر من مليار دولار، ليصبح ثالث أسرع فيلم يصل إلى هذا الإنجاز وأول من فعل ذلك خلال جائحة فيروس كورونا ولقد تجاوز جومانجي: مرحبًا بكم في الادغال ليصبح الفيلم الأكثر ربحًا لـشركة سوني في أمريكا الشمالية. بناءً على إجمالي متوقع نهائي عالمي قدره 1.75 مليار دولار (وهو رقم تم تجاوزه)، قدرت ديدلاين هوليوود صافي الربح النهائي للفيلم بمبلغ 610 مليون دولار، مع مراعاة ميزانيات الإنتاج والتسويق ومشاركات المواهب والتكاليف الأخرى مقابل إجمالي شباك التذاكر وإيرادات الوسائط المحلية. أعاد الفيلم الإيرادات العالمية لشركة سينيوورلد، ثاني أكبر مشغل للسينما في العالم، إلى 88٪ من مستويات عام 2019.
في الولايات المتحدة وكندا، ربح الفيلم 121.85 مليون دولار (بما في ذلك 50 مليون دولار من معاينات ليلة الخميس) في يوم الافتتاح، ليصبح ثاني أعلى فيلم افتتاحي بعد المنتقمون: نهاية اللعبة (157.4 مليون دولار) وأعلى فيلم افتتاحي لإصدار ديسمبر. في عطلة نهاية الأسبوع الافتتاحية، حقق الفيلم 260 مليون دولار، متجاوزًا بذلك المنتقمون: الحرب اللانهائية (257.7 مليون دولار) ليصبح ثاني أعلى فيلم في شباك التذاكر المحلي على الإطلاق.

## الاستقبال النقدي
أفاد موقع تجميع المراجعات "روتن توميتوز" بنسبة موافقة بلغت 93%، بمتوسط تقييم 7.9/10، بناءً على 432 مراجعة. وجاءت آراء النقاد في الموقع على النحو التالي: "فيلم لا عودة إلى الديار"، وهو تكملة أكبر وأكثر جرأة لسلسلة سبايدرمان، يوسع نطاق السلسلة وأهدافها دون إغفال روح الدعابة والروح المعنوية." على موقع ميتاكريتيك، حصل الفيلم على متوسط تقييم 71 من 100، بناءً على 60 ناقدًا، مما يشير إلى "مراجعات إيجابية بشكل عام". منح الجمهور الذي استطلعت آراءه سينما سكور الفيلم تقييمًا نادرًا "A+" على مقياس من A+ إلى F، وهو أول فيلم واقعي من سلسلة سبايدرمان، ورابع فيلم من عالم مارفل السينمائي يحصل على هذا التقييم بعد أفلام "المنتقمون" (2012)، و"النمر الأسود" (2018)، و"المنتقمون: نهاية اللعبة". أفاد موقع بوست تراك أن 96% من الجمهور أعطوه تقييمًا إيجابيًا، حيث قال 91% إنهم يوصون به بالتأكيد.